# Carlos Ludovico
Carlos Ludovico ou Carl Ludvig Emil Aarestrup de seu nome completo (Copenhaga, 4 de Dezembro de 1800 — Odense 20 de Julho de 1856) foi um poeta lírico, naturalista e médico dinamarquês. Dedicou os seus tempos livres à poesia tendo em 1838 publicado o volume intitulado Digte, depois em 1863 foi publicado a título póstumo o livro de poemas Efterladte Digte.
É considerado o grande poeta dinamarquês da poesia erótica e sensual. As suas poesia fazem recordar a poesia lírica de Heinrich Heine e August von Platen.

## Obras
- Digte
- Efterladte Digte
- Samlede Digte (Poesias escolhidas) que foi a mais célebre.